# Afa (wrestler)
Afa Amituana'i Anoa'i (Leone, 21 novembre 1943 – Pensacola, 16 agosto 2024) è stato un wrestler samoano americano.
Insieme al fratello Sika formò il celebre tag team dei Wild Samoans, vincitore di numerosi titoli. Fin dal suo ritiro negli anni Novanta, collaborò con le World Xtreme Wrestling e si occupò di allenare giovani talenti al Wild Samoan Training Center, da lui fondato.

## Inizi
Anoa'i nacque il 21 novembre 1943 a Leone, nelle Samoa, ma si trasferì con la sua famiglia a San Francisco in California alcuni anni dopo. All'età di 17 anni, Afa si arruolò nei Marines.

## Carriera nel wrestling
Lasciato il corpo dei Marines, Anoa'i iniziò ad allenarsi per diventare un wrestler aiutato dal cugino Rocky Johnson e dallo zio Peter Maivia, entrambi lottatori affermati. Debuttò nel 1971, in un match disputato a Phoenix, in Arizona. Successivamente, insieme al fratello Sika, formò un tag team denominato The Wild Samoans.
Nel corso degli anni Settanta, i Wild Samoans lottarono in Canada nella Stampede Wrestling (dove ricevettero ulteriore allenamento da parte di Stu Hart) e in numerose federazioni affiliate alla National Wrestling Alliance. Nel 1978, il duo andò in Giappone a combattere per la International Wrestling Alliance, aggiudicandosi il titolo IWA Tag Team Championship.

### World Wrestling Federation

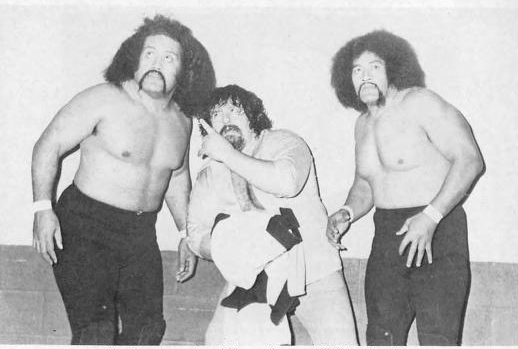
I Wild Samoans con il manager Captain Lou Albano

#### 1979-1980
Nel 1979, i Wild Samoans entrarono nella World Wide Wrestling Federation, dove venne loro associato il manager Captain Lou Albano. La "selvaggia" natura dei due fratelli samoani, venne amplificata per costruire la loro gimmick da indigeni samoani selvaggi e pericolosi (esprimendosi solo con grugniti incomprensibili e mangiando pesce crudo in diretta durante le interviste). In questo primo periodo in WWWF, i Wild Samoans vinsero il WWWF World Tag Team Championship per la prima volta. Uscirono dalla compagnia nel 1980.

#### 1982-1995
Si trasferirono quindi nella Mid-South Wrestling e nella Jim Crockett Promotions, prima di tornare in WWWF (nel frattempo rinominata WWF) nel 1983 e riconquistare le cinture WWF World Tag Team Championship. Quando Sika si infortunò, nel tag team venne sostituito dal figlio di Afa, Samu. Il trio rimase in WWF fino al 1984. Afa Anoa'i sarebbe poi tornato da solo nella federazione per la terza volta nel 1992, in qualità di manager e partner di coppia occasionale dei The Headshrinkers (Samu & Fatu). Lottò nel suo ultimo match il 22 maggio 1994, combattendo insieme agli Headshrinkers sconfiggendo i The Quebecers e Johnny Polo. Anoa'i lasciò la WWF nel 1995. Nel 1987 è comparso nell'episodio By Hoocker By Croock (3x20) della serie TV Miami Vice.

### Carriera successiva
Dopo aver lasciato la WWF, iniziò ad occuparsi dell'allenamento di giovani talenti nel suo Wild Samoan Training Facility Center, fondato insieme al fratello Sika. Il 31 marzo 2007, i Wild Samoans furono introdotti nella WWE Hall of Fame.
Il 16 agosto 2024, Samu Anoa'i annunciò la morte di Afa per un infarto all'età di 80 anni, meno di due mesi dopo la morte di Sika.

## Personaggio
Mossa finale
- Samoan drop[12]

Wrestler diretti come manager
- Headshrinker Fatu
- Headshrinker Samu
- Headshrinker Sionne
- Samoan Savage[12]
- Yokozuna[12]

Wrestler allenati
| - Batista - Black Pearl - Melissa Coates - Mike Flyte - Michael Hayes - Billy Kidman - Chris Kanyon - Rikishi | - Jeff Roth - Havoc - RO'Z - Samu - Sean Maluta - L. A. Smooth - Snitsky - Umaga - Yokozuna |

## Titoli e riconoscimenti
- World Wrestling Council
  - WWC North American Tag Team Championship (1) – con Sika
- Championship Wrestling from Florida
  - NWA Florida Tag Team Championship (1) – con Sika[17]
- Continental Wrestling Association
  - AWA Southern Tag Team Championship (1) – con Sika[18]
- Georgia Championship Wrestling
  - NWA National Tag Team Championship (1) – con Sika[19]
- Gulf Coast Championship Wrestling
  - NWA Gulf Coast Tag Team Championship (2) – con Sika[20]
- International Wrestling Alliance
  - IWA Tag Team Championship (1) – con Sika[21]
- Mid-South Wrestling Association
  - Mid-South Tag Team Championship (3) – con Sika[22]
- NWA: All-Star Wrestling
  - NWA Canadian Tag Team Championship (Vancouver version) (1) – con Sika[23]
- NWA Detroit
  - NWA World Tag Team Championship (Detroit version) (2) – con Sika[24]
- Professional Wrestling Hall of Fame
  - Classe del 2012 – Ammesso come membro dei Wild Samoans
- Southeastern Championship Wrestling
  - NWA Southern Tag Team Championship (Southern Division) (2) – con Sika[25]
- Stampede Wrestling
  - Stampede Wrestling International Tag Team Championship (2) – con Sika[26]
- World Wrestling Entertainment / World Wrestling Federation
  - WWF Tag Team Championship (3) – con Sika[27]
  - WWE Hall of Fame (Classe del 2007)